# Ein Lied geht um die Welt (1958)
Ein Lied geht um die Welt (mit Untertitel Die Joseph Schmidt Story) ist ein deutscher Film des ungarischen Regisseurs Géza von Bolváry aus dem Jahre 1958, der das Leben des jüdischen Tenors Joseph Schmidt zum Thema hat. 

## Handlung
Der Film beschreibt recht frei zunächst den rasanten Aufstieg und Erfolg des Anfang der 1930er Jahre in Deutschland und anderen europäischen Ländern berühmten Sängers sowie anschließend dessen Verfolgung durch die Nationalsozialisten, seine Flucht durch zahlreiche Länder und schließlich seinen tragischen Tod als Insasse des Internierungslagers Girenbad in der Schweiz im Alter von nur 38 Jahren.

## Hintergrund
Der Titel der Filmbiografie spielt auf Schmidts größten musikalischen Erfolg, das Lied Ein Lied geht um die Welt, sowie auf seinen größten Filmerfolg Ein Lied geht um die Welt aus dem Jahre 1933 an, nach dessen Uraufführung Schmidt sehr bald aus Deutschland fliehen musste. Der Film feierte am 14. November 1958 in Frankfurt am Main Premiere und ist seit 2007 auf DVD erhältlich.

## Kritik
„Mit sentimentalen Sequenzen ausgeschmückte Lebensgeschichte des berühmten Tenors [...]. Gefühlvoll gestaltet, in der Darstellung des politischen und zeitgeschichtlichen Hintergrundes verharmlosend. Das Verdienst des Films liegt darin, daß er Schmidts Stimme in technisch aufgefrischten Originalaufnahmen wieder lebendig macht.“

„Allzuviel Sentimentalität beeinträchtigt die gut gemeinte Absicht, die Heimatlosigkeit des politischen Emigranten aufzuzeigen.“